# Okrajno sodišče na Ptuju
Okrajno sodišče na Ptuju je okrajno sodišče Republike Slovenije s sedežem na Ptuju, ki spada pod Okrožno sodišče na Ptuju Višjega sodišča v Mariboru. Trenutni predsednik (2014) je Beno Janžekovič.